# Ревера 1908
«Ревера 1908» — український футбольний клуб з міста Івано-Франківськ, заснований в 1908 році, як Станиславівський Клуб Спортовий «Ревера». Один із найстаріших клубів України. Відроджений у 2023 році. Нині представлений як Revera 1908 – перший футбольний клуб в історії міста.  У сезоні 2024/25 виступав у другій лізі чемпіонату України.

## Історія

#### Початки (1908—1939)
Клуб заснований у 1908 році в місті Станиславів (нині — Івано-Франківськ) під назвою «Станиславівський Клуб Спортовий Ревера». Був першим офіційним футбольним клубом міста. Назва «Ревера» походить від латинського вислову re vera — «істинно», «правдиво», що також пов’язують із Станіславом Потоцьким, який часто вживав цей вислів і носив прізвисько Ревера.
Дебютний матч клубу відбувся 20 червня 1909 року проти львівської команди «Чарні». «Ревера» виступала у Львівській окружній лізі, а згодом у Станиславівській окружній лізі. У 1931 році клуб став чемпіоном Львівської ліги, а в 1930-х чотири рази вигравав першість Станиславівщини.
У 1939 році діяльність клубу була припинена через початок Другої світової війни та радянську окупацію Західної України.

### Відродження клубу (з 2023)
У 2023 році клуб було відновлено під історичною назвою Revera 1908. Клуб позиціонує себе як «перший футбольний клуб в історії нашого міста» та символізує нову еру місцевого футболу.
У сезоні 2024/25 Revera 1908 розпочала виступи у Другій професійній лізі України.
Клуб має широку структуру:
- Revera Kids — вікові групи U5, U6, U7
- Revera School — U8–U13
- Revera Academy — U14–U17
- Також у планах створення команди U19.

Revera 1908 декларує свою місію як «ворота в європейський світ через футбол для кожного».

## Цінності клубу
- Повага до історії — продовження спадщини клубу 1908–1939 років.
- Справжня гра — чесність, прозорість, благородство на полі.
- Інновації — впровадження сучасних методик.

Вартові міста — образ клубу як захисника дитячих мрій і футбольної честі міста.

## Талісман та архетип
Талісманом клубу є карпатська саламандра, також відома як «карпатський дракон» — символ сили, регенерації, вогню та сталевої стійкості.
Архетип клубу — Герой, а псевдонім — Вартові. 

## Гасла та атрибутика
- Слоган: Revera 1908. Нова ера
- Гасло-виклик: Гра з вогнем
- Фірмові кольори: вогняно-червоний та сталево-синій (вогняно-сталеві)

Логотип: золота літера R у колі на червоно-синій підкладці

## Присутність у соцмережах
- Instagram — академія — 7 000+
- Instagram — головна команда — 3 500+
- Instagram — школа — 700+
- Instagram — kids — 300+
- TikTok — 6 500+
- YouTube — 2 000+
- Telegram — 650+

## Статистика виступів
| Сезон   | Ліга      | М      | І  | В | Н | П  | ГЗ | ГП | О  | Кубок України | Примітка |
| ------- | --------- | ------ | -- | - | - | -- | -- | -- | -- | ------------- | -------- |
| 2024/25 | Друга «А» | 9 з 10 | 18 | 3 | 5 | 10 | 15 | 33 | 14 | 1/64 фіналу   |          |